# Maria Magdalena Dănăilă
Maria Magdalena Dănăilă (29 noiembrie 1973, Galați) este o cantautoare și actriță română.
Licențiată în actorie la Facultatea de Arte Galați, secția Artele spectacolului de Teatru, specializarea  Arta actorului. Maria Magdalena Dănăilă este singura folkistă care a trecut cu succes granița  dintre festivalurile de folk și Festivalul Mamaia.
Primele încercări compoziționale datează din perioada de glorie a cenaclului Flacăra, la mijlocul anilor ‘80. Sora sa era solistă folk în cadrul clubului UJCM Galați, acesta fiind primul contact al Mariei Magdalena Dănăilă cu muzica live. Abandonează însă studiul la chitară odată cu desființarea clubului și, în timpul școlii, se dedică voleiului de performanță la care însă trebuie să renunțe din cauza problemelor medicale care îi slăbiseră rezistența organismului.
Prima sa compoziție a fost Descântec de ploaie, creată special pentru Festivalul Ion Minulescu de la Slatina. Aceeași melodie va fi prezentată în festivalul “Floare de Colț” de la Giurgiu, în 1995, împreună cu o nouă compoziție, piesa festivalul Surpriza. Festivalul  “Floare de Colț” a reprezentat începutul unei perioade foarte active din punct de vedere componistic, dar abia după Festivalul “Toamna sibiană” unde a câștigat primul loc întâi, a hotărât să se dedice în totalitate muzicii și să facă din pasiunea pentru folk o profesie.
A participat la toate festivalurile naționale de gen dar cel mai important pentru ea a fost "Chitara de Argint" de la Reghin unde a câștigat Marele Premiu și unde a fost descoperită de o echipă de reporteri de la CD Radio Cluj, post de radio care ulterior i-a produs primul material de album. 
Case de discuri precum Intercont Music și Zone Records au avut «tentativa» de a-i edita albumul pe piața muzicală dar ambele s-au răzgândit în ultimul moment pentru că albumul nu garanta un succes comercial.
În 2003, Maria Magdalena Dănăilă pornește un experiment și participă la preselecția de la secțiunea interpretare a festivalului de la Mamaia, hotărând să aducă folkul într-o zonă mult mai mediatizată. Trece cu succes de preselecție iar în festival câștigă locul trei cu compoziția proprie «Ce mai faci». Cu aceeași piesă a câștigat Marele Premiu la Reghin.
În 2004 participă și la secțiunea creație cu compoziția «Iubesc iar» unde câștigă «Premiul de Excelență Artistică  Ion Voicu» decernat de Mădălin Voicu, președintele festivalului Mamaia.
După Festivalul Mamaia 2004, decide să susțină examenul de admitere la Facultatea de Arte, secția actorie, Galați pentru a-și putea consolida repertoriul cu un studiu superior artistic.
Studiază astfel actoria continuând în paralel cu muzica și reușind în primii doi ani de facultate să treacă de preselecția ediției românești a concursului Eurovision (în 2005 cu “Learn to Say Good-bye” și în 2006 cu “Nu mă uita”).
Începând din 2006 participă an de an la Festivalul «Folk You» organizat de Jurnalul Național, alături de cei mai importanți folkiști ai României, fiind numită chiar una din «amazoanele folkului românesc» alături Tatiana Stepa,   Magda Puskas,  Zoia Alecu, Maria Gheorghiu.
În 2007 revine în festivaluri de muzică folk câștigînd locul 1 la «Festivalul castanilor» de la Ploiești. Primește rolul «jandarme Marie» din spectacolul «Visezi» de Jean Paul Grumberg, regia Cătălin Vasiliu (Teatrul Dramatic «Fani Tardini» , Galați)
În 2008 a absolvit  Facultatea de actorie din Galați la clasa profesorului Radu Gabriel, obținând licența cu notă maximă. În același an decide să părăsească orașul natal, mutându-se definitiv în București. 
În 2013 este admisă la Masteratul Internațional de Teatru Muzical, colaborare a Academiei Centrale de Drama din Beijing cu Universitatea "Dunărea de Jos" din Galați. În 2014 studiază un semestru Teatru muzical, avându-l ca profesor pe Zhao Yong Bin, profesor de balet și actorie și Wang Dong Jun, profesor de canto.
În 2015 susține examenul de disertație în sala de spectacole a  Palatului Cotroceni cu spectacolul "I Love You, You're Perfect, Now Change" , regia Zhao Yong Bin.
In 2015 câștigă o Bursa Guvernamentala de studiu după ce ia examenul HSK 3 organizat de Institutul Confucius din București.
In 2015-2016 - studiază un semestru limba chineza în Academia Centrală de Dramă din Beijing iar în semestrul doi studiază actorie avansată în aceeași instituție, având-o ca profesoară pe prof. Wang Li Na.
În perioada 2016-2018 predă actorie și limba engleză în training cetre-uri din Beijing deoarece statul chinez nu acordă viză actorilor și cântăreților. 
În 2018 reprezintă România în cadrul evenimentului Eurostreet din Beijing la invitația Ambasadei României la Beijing. Alături de artistul interpret la nai Gabriel Pleșca realizează un recital foarte bine primit de publicul prezent la manifestare , cântând "Mociriță cu trifoi" dar și șlagărul chinezesc ”月亮带表我的心“( Luna din inima mea) . 
Tot în 2018 este invitată să concerteze ca reprezentantă a României la Forumului Dialogurilor între Civilizații , ediția 2018 , evenimentul transmis în direct la CCTV  sediul central din Beijing. 
În 2019 se întoarce în Galați în dorința de a găsi o modalitate de a nu se îndepărta definitiv de cariera muzicală din România, de a reuși să desfășoare activități artistice și la Beijing dar și în țara natală.  

## Roluri în teatru
- “Visezi” de Jean Claude Grumberg, regia Cătălin Vasiliu, rolul «jandarme Marie»

## Roluri în film
- Scurt metraj - «Mousse au chocolat», regia Paul Tanicui, rolul «asistenta»

## Activitate profesională
- 1995 - 2001 – Participantă la festivaluri naționale de muzică folk
- 2004 – Mamaia , secțiunea creație – Premiul de Excelență artistică «Ion Voicu» oferit de Mădălin Voicu
- 2007 – Distribuită în rolul «jandarm Marie» în spectacolul de teatru «Visezi» de Jean Paul Grumberg, regia Cătălin Vasiliu, stagiunea 2007 - 2008, Teatrul Dramatic «Fani Tardini», Galați
- 2005 – Calificată la preselecția națională pentru Eurovision cu creația proprie «Learn to Say goodbye»
- 2006 – Calificată în semifinalele preselecției pentru Eurovision cu piesa “NU mă uita”
- 2008 – Licențiată cu notă maximă în arta actorului.
- 2009 – Prima în lista de rezerve la selecția pentru Eurovision cu piesa «Demon Blue»
- 2009 – Distribuită în scurt metrajul «Mousse au chocolat» în rolul «asistenta», regia Paul Tanicui
- 2013 - admisă în primul masterat internațional de Teatru Muzical la Universitatea "Dunărea de Jos" în colaborare cu Academia Centrală de Dramă din Beijing.
- 2013- spectacolul " E frumos ce-mi place mie", regia Bogdan Ulmu, după un text de George Călinescu.
- 2014 -spectacolul "A 12-a noapte", W. Shakespeare, regia Bogdan Ulmu - atelier de teatru muzical pe o muzică originală Maria Magdalena Dănăilă.
- 2014 - spectacolul de tip Broadway " Little shop of Horrors", regia Sterre Mayer (Marea Britanie)
- 2014 - studiu aprofundat de masterat , un semestru în Academia Centrală de Dramă din Beijing, finalizat cu spectacolul de tip Broadway " I Love You, You're Perfect, Now Change", regia Zhao Yong Bin, profesor de teatru muzical în Academia de Dramă, Beijing, China.
- 2015 - Spectacol în limba chineză cu clasa de masterat internațional de teatru muzical la Hunedoara cu ocazia înființării unui sediu al institutului Confucius în acest oraș. Spectacolul a avut ca oaspete pe Excelența Sa Xu Feihong, noul Ambasador la Chinei la București.
- 2015 - turneu în Ardeal cu spectacolul " Love You, You're Perfect, Now Change", regia Zhao Yong Bin.

## Premii
- 1995 - «Floare de colț», Premiul Crucii Roșii
- 1996 - «Toamna sibiană», locul 1
- 1997 – «George Coșbuc», Bistrița, locul 1
- 1997 – «Mediaș, cetate seculară», locul 1
- 1998 – «Chitara de argint», Marele Premiu
- 1998 – «Om bun», locul 2
- 1999 – «Poarta sărutului», Târgu Jiu, Marele Premiu
- 2001 – «La Suceava în cetate», locul 1
- 2003 - " Mamaia" , Constanta, secția interpretare , locul 3
- 2004 - "Mamaia" , Constanta, secția creație, Premiul Special de Excelenta Artistica "Ion Voicu" decernat de Președintele Juriului Mădălin Voicu, fiul marelui violonist Ion Voicu.
- 2007 – «Festivalul Castanilor», Ploiești, locul 1